# Kalisari (Losari)
Kalisari is een bestuurslaag in het regentschap Cirebon van de provincie West-Java, Indonesië. Kalisari telt 6807 inwoners (volkstelling 2010).